# Kirito Kirigaya
Kazuto Kirigaya (桐ヶ谷 和人, Kirigaya Kazuto), nascido como Kazuto Narusaka (鳴坂 和人, Narusaka Kazuto) é um personagem fictício e protagonista da série de light novels e animes Sword Art Online. Ele é mais conhecido pela amálgama de seu nome, Kirito (キリト, Kirito), que é seu nome de jogador dentro do jogo eletrônico no qual a história se passa. Na história, Kirigaya é um dos 1.000 testadores beta de um novo jogo MMORPG de realidade virtual chamado Sword Art Online. Após o jogo ser lançado para o público, ele e outros 10.000 jogadores percebem que não conseguiam sair do jogo, e haviam sido aprisionados no jogo até que este terminasse.

## Recepção
Em uma entrevista, Richard Eisenbeis de Kotaku aclamou Sword Art Online como uma das séries mais inteligentes nos últimos anos; Eisenbeis particularmente observou como o romance entre Kirito e Asuna é explorado trazendo a "definição de exatamente como é o amor num mundo virtual." Porém, o relacionamento dos dois personagens na segunda metade das novels foi criticado, com Eisenbeis queixando-se de que Asuna fosse desregulada para um personagem genérico de donzela em perigo para Kirito lutar por, lamentando que a "forte liderança feminina" tivesse sido "reduzido a nada, além de um item de missão que o protagonista masculino está buscando". O triângulo amoroso entre Kirito e os outros personagens femininos também foi examinado; Eisenbeis considerou "ridículo" que Kirito consideraria abandonar Asuna, especialmente considerando sua devoção a ela na história anterior. No entanto, Kirito foi considerado um personagem simpático e "divertido".